# Figueiredo das Donas
Figueiredo das Donas ist ein Ort und eine ehemalige Gemeinde (Freguesia) im portugiesischen Kreis Vouzela. Die Gemeinde hatte 352 Einwohner (Stand 30. Juni 2011).
Am 29. September 2013 wurden die Gemeinden Figueiredo das Donas und Fataunços zur neuen Gemeinde União das Freguesias de Fataunços e Figueiredo das Donas zusammengeschlossen.